# Terzo
Terzo, (Ters en piemontès) és un municipi situat al territori de la província d'Alessandria, a la regió del Piemont (Itàlia).
Limita amb els municipis d'Acqui Terme, Bistagno, Melazzo i Montabone.